# Nesle-et-Massoult
Nesle-et-Massoult är en kommun i departementet Côte-d'Or i regionen Bourgogne-Franche-Comté i östra Frankrike. Kommunen ligger i kantonen Laignes som tillhör arrondissementet Montbard. År 2022 hade Nesle-et-Massoult 79 invånare.

## Befolkningsutveckling
Antalet invånare i kommunen Nesle-et-Massoult
Referens:INSEE